# Рыскулов, Рамис
Рамис Рыскулов (кирг. Рамис Рыскулов; 9 сентября 1934, с. Кызыл-Тоо, Московский район, Чуйская область, Киргизская АССР, РСФСР — 26 января 2021, Бишкек, Кыргызстан) — советский и киргизский художник, поэт и литературный переводчик, народный поэт Киргизской Республики (1995).

## Биография
В 1951 г. окончил педагогическое училище, в 1955 г. — Центральную высшую комсомольскую школу при ЦК ВЛКСМ и в 1959 г. — Всесоюзный литературный институт имени Максима Горького в Москве. Трудовую деятельность начал литературным работником в газете «Пионер Кыргызстана», работал в редакции газеты «Ленинчил жаш», в журнале «Ала-Тоо».
Член Союза писателей СССР с 1959 г.
В поэзии дебютировал в возрасте 14 лет стихотворением «Айтабыз алкыш атага», которое было опубликовано в газете «Кыргыз пионери», затем создал мелодию на стихотворение «Эки энем». Первый сборник стихов поэта был издан в 1959 году под названием «Жаз» («Весна»). В разные годы выходили поэтические сборники «Поклон Земле», «Даңкан», «Шаттуу ырлар», «Дильбар», «Күлкү чачам», «Жаштык шаары», «Эки жөжө», «Ырлар», «Ай бөбөк», «Ыр нөшөрү». В середине 1950-х гг. выступил с инициативой модернизации и расширения тематического поля кыргызской поэзии.
Обогатил кыргызскую поэзию новыми ритмами, гармоничными формами, рифмами и внес значительный вклад в укоренение белого стиха. Поэтический сборник «Ырлар» («Стихи») отмечен в 1986 г. литературной премией Союза писателей Киргизской ССР им. А.Осмонова.
Перевел на киргизский язык стихи А. С. Пушкина, Н. А. Некрасова, С. В. Михалкова, С. А. Есенина, В. В. Маяковского, А. А. Вознесенского и Х. Алимджана.
Был также известен как художник. В 1987 г. его картины «Иисустун өнүгүүсү» и «Жылмаюу» экспонировались в городе Москве, также он участвовал во II Фестивале народных промыслов народов СССР в Париже, получил диплом и стал лауреатом фестиваля.
Скончался 26 января 2021 года в Бишкеке, похоронен на Ала-Арчинском кладбище.

## Произведения

### На киргизском языке
- Жаз: Ырлар жана поэма. — Ф.: Кыргызмамбас, 1959. — 82 б.
- Ыр чыны: Ырлар. — Ф.: Кыргызстан, 1966. — 172 б.
- Күн майрам: Ырлар. — Ф.: Мектеп, 1967. — 64 б.
- Даңкан: Ырлар жана поэма. — Ф.: Кыргызстан, 1970. — 96 б.
- Шаттуу ырлар: Тандалмалар. — Ф.: Кыргызстан, 1973. — 100 б.
- Дилбар: Ырлар. — Ф.: Мектеп, 1975. — 101 б.
- Күлкү чачам: Ырлар жана поэма. — Ф.: Кыргызстан, 1977. — 123 б.
- Жаштык шаары: Ырлар. — Ф.: Кыргызстан, 1981. — 160 б.
- Эки жөжө: Ырлар. — Ф.: Мектеп, 1981. — 16 б.
- Ырлар. Ф.: Кыргызстан, 1984. — 224 б.
- Ай бөбөк: Ырлар. — Ф.: Мектеп, 1988. — 26 б.
- Ыр нөшөрү: Ырлар жана поэмалар. — Ф.: Мектеп, 1988.-128 б.
- «Рамис». Ырлар жана поэмалар. Чыгармалар жыйнагы. I том. — Б.:Бийиктик, 2005. — 664 б.

### На русском языке
- Звездный возраст. — М.: Сов. писатель, 1961. — 54 с.
- Избранная лирика. — М: Мол. гвардия, 1965. — 32 с.
- Поклон земле: Стихи. — М: Сов. писатель, 1968. — 128 с.
- Радость: Стихи, поэма. — М: Сов. писатель, 1980. — 110 с.
- Товарищ стих: Лирика. — Ф.: Кыргызстан, 1987. — 136 с.
- Солнечный азарт: Стихотворения, поэмы.-Ф.: Адабият, 990. — 108 с.
- Стих и я: Стихотворения и поэмы. Рисунки автора. На кыргызском и русском языках.- Б.:Издательство КРСУ, 2007. — 157 с.

## Награды и звания
- Народный поэт Кыргызской Республики (1995).
- Заслуженный деятель культуры Кыргызской Республики (1994).
- Грамота Кыргызской Республики (1991)[1].
- Почётный гражданин Бишкека (2019).